# Burg Radyně

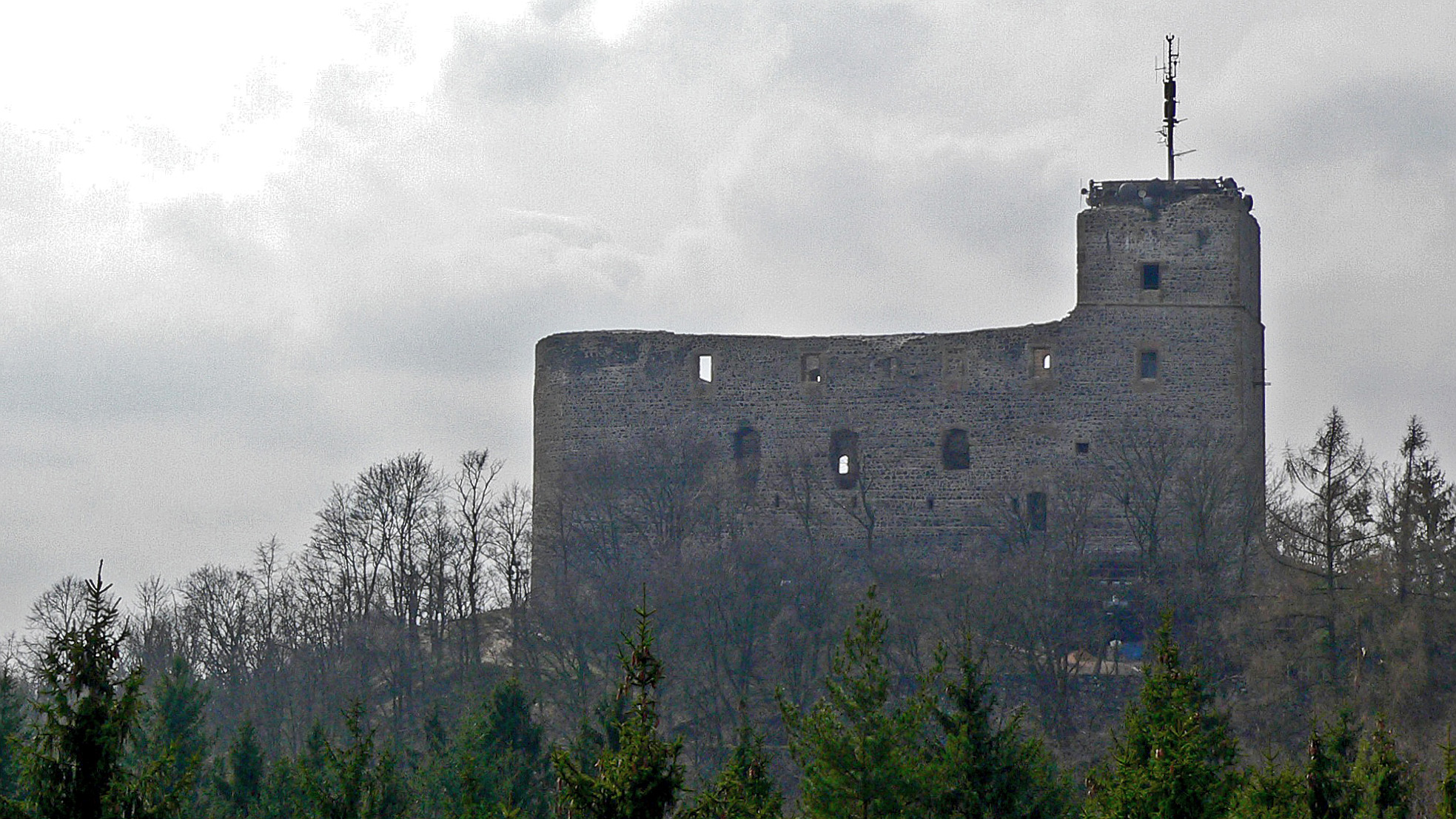
Burg Radyně

Die Burg Radyně (kurz auch Karlskrone) erhebt sich auf dem Berg Radyně (586 m) zwischen Pilsen und Starý Plzenec, Tschechien. Sie ist selbst aus großer Distanz gut sichtbar.
Die Burg wurde zusammen mit der Burg Kašperk im Böhmerwald um 1356 von Karl IV. gegründet und sollte als Sitz königlicher Verwalter der Region dienen. Beide Burgen wurden 1361 fertiggestellt. Kašperk wurde vom Baumeister Vít Hedvábný erbaut und aufgrund der baulichen Ähnlichkeit ist sein Mitwirken auch bei Radyně anzunehmen. Die Burg wurde nach Karl Karlskrone benannt, bereits wenige Jahre nach seinem Tod überwiegt aber wieder der Name des Berges – Radyně. Die Burg sollte das ältere frühmittelalterliche Pilsener Verwaltungszentrum (Starý Plzenec) ablösen. Mit dem Aufstieg der neu gegründeten Stadt (Neu) Pilsen, verlor die Burg jedoch allmählich an Bedeutung.
Während der Belagerung Pilsens durch die Hussiten wurde in Zusammenarbeit mit dem Überläufer und ehemaligen Hauptmann der Taboriten Přibík von Klenová im Frühling 1434 von der Burg aus die belagerte Stadt mit Lebensmitteln versorgt (angeblich in insgesamt 120 Wagen!). In der Hälfte des 16. Jahrhunderts wird Radyně bereits als wüst erwähnt.
Die Anlage der Burg besteht aus einem länglichen Palas an dessen Enden jeweils ein Turm anliegt. Dieses Grundkonzept ist bei der wahrscheinlich etwas älteren Burg Kašperk identisch. Am westlichen Ende grenzt ein kleiner Burghof mit Wirtschaftsbauten und einer Zisterne an.
Die Burg ist für Besucher offen, der westliche erhaltene Turm bietet eine ausgezeichnete Aussicht an. Die Burgruine ist eine typische Dominante der Umgebung von Pilsen. 
Die Burg Radyně ist auch auf dem Prunkvorhang des Pilsener Theaters abgebildet, den der Maler Augustin Němejc zwischen 1899 und 1902 schuf. Der Vorhang ist einer der schönsten und wertvollsten in Böhmen.

## Bilder

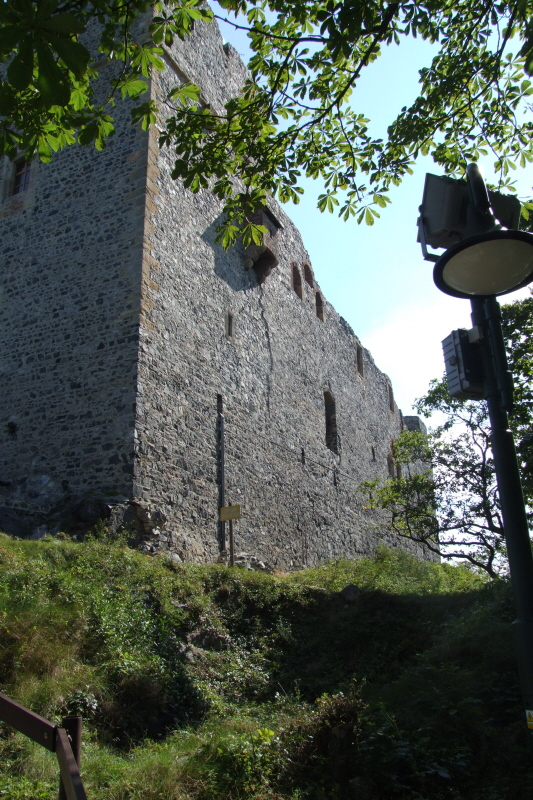
Palas mit Westturm von der Vorburg aus
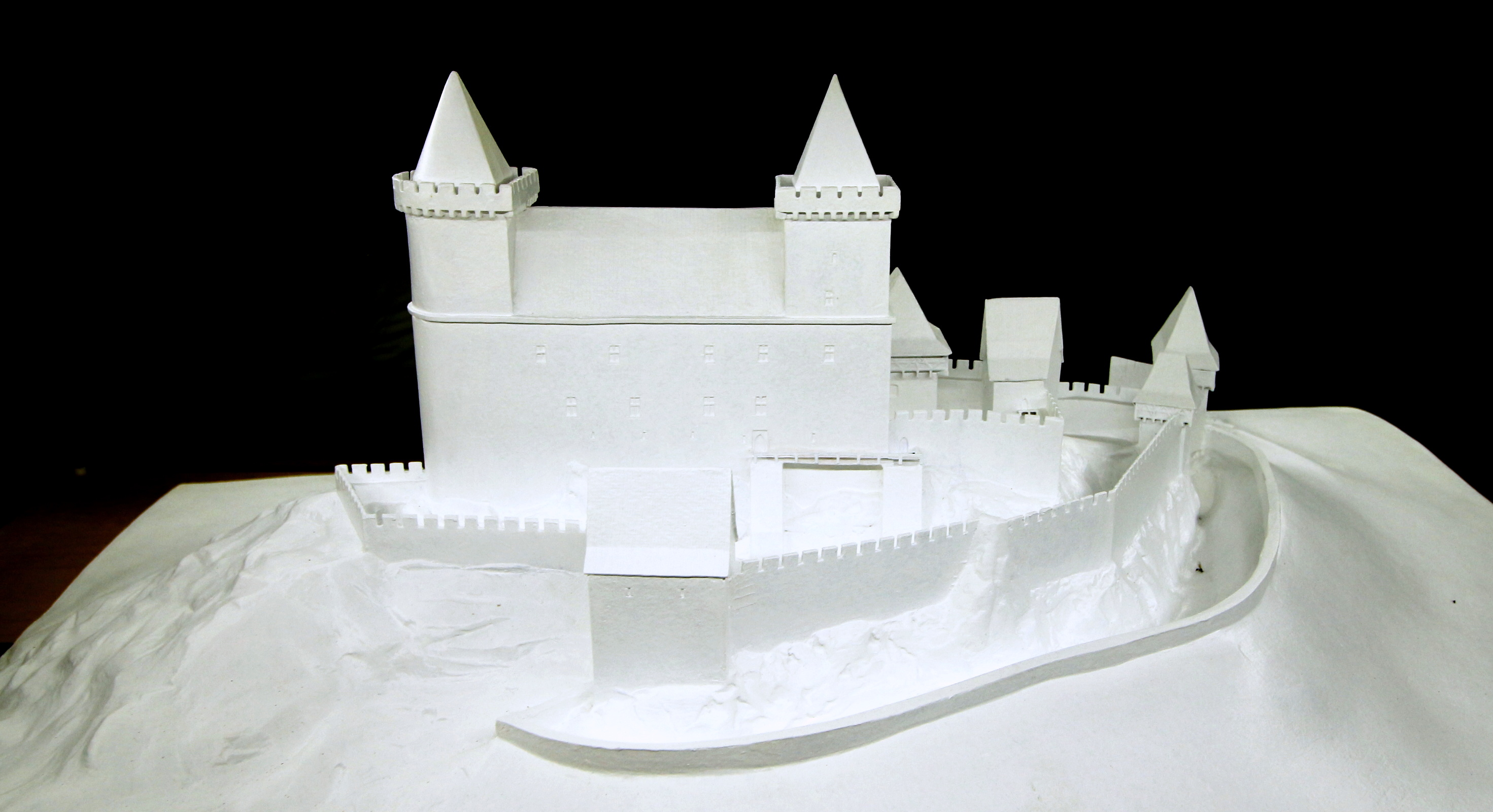
Modell der Burg Radyně im Mittelalter
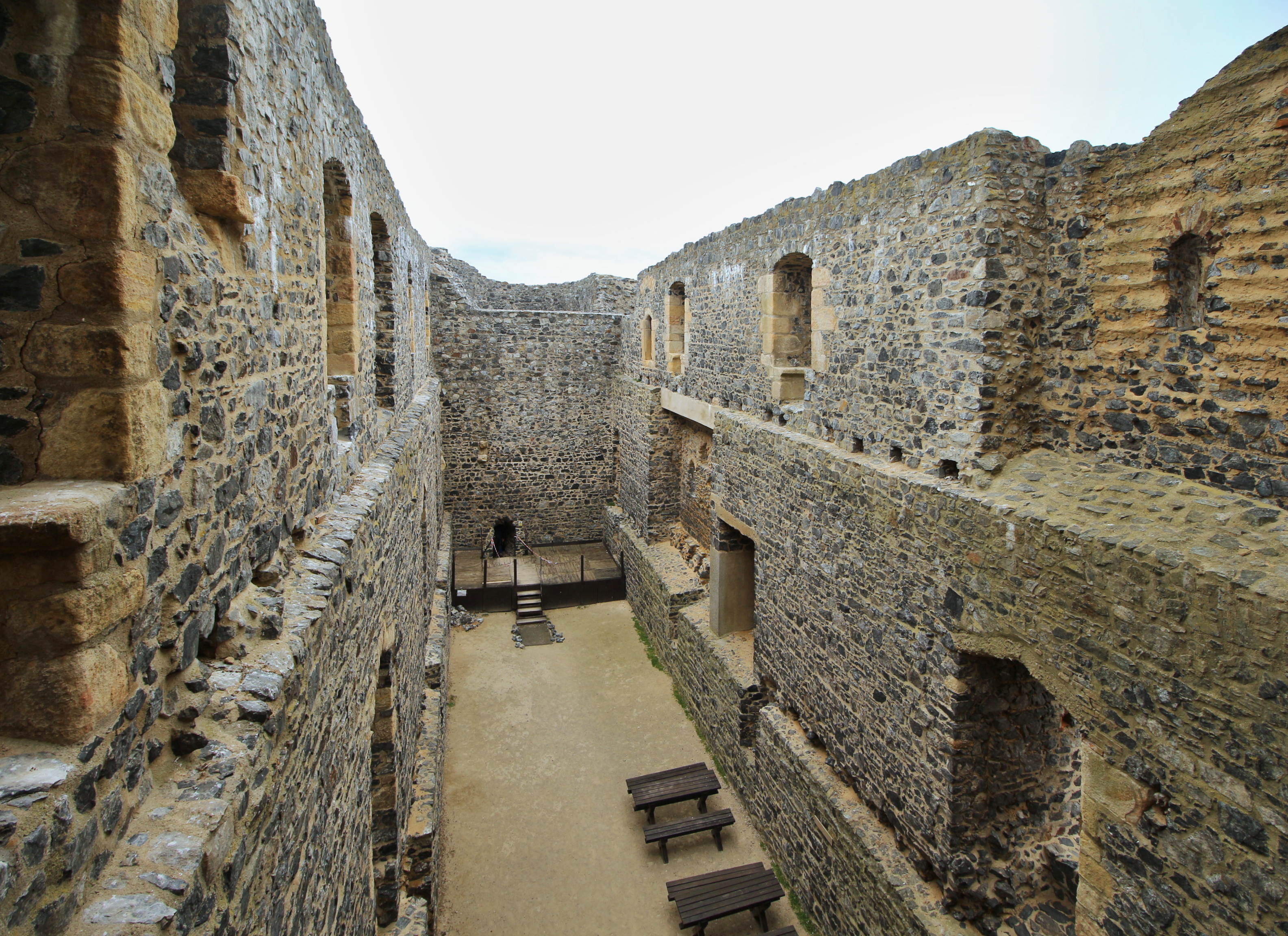
Burgpalais, Blick zum ehemaligen Ostturm
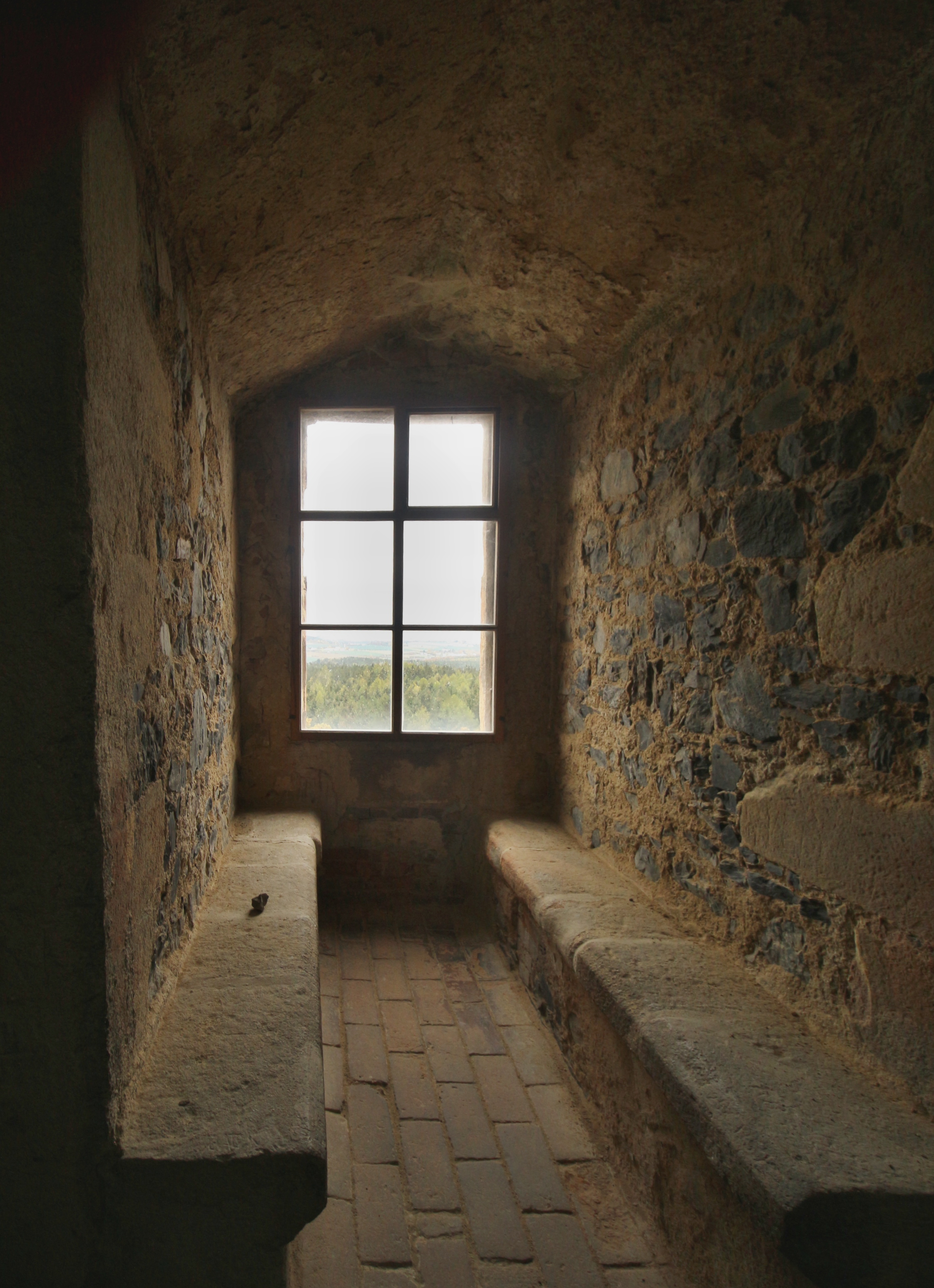
Fenster mit Bank im quadratischen Turm
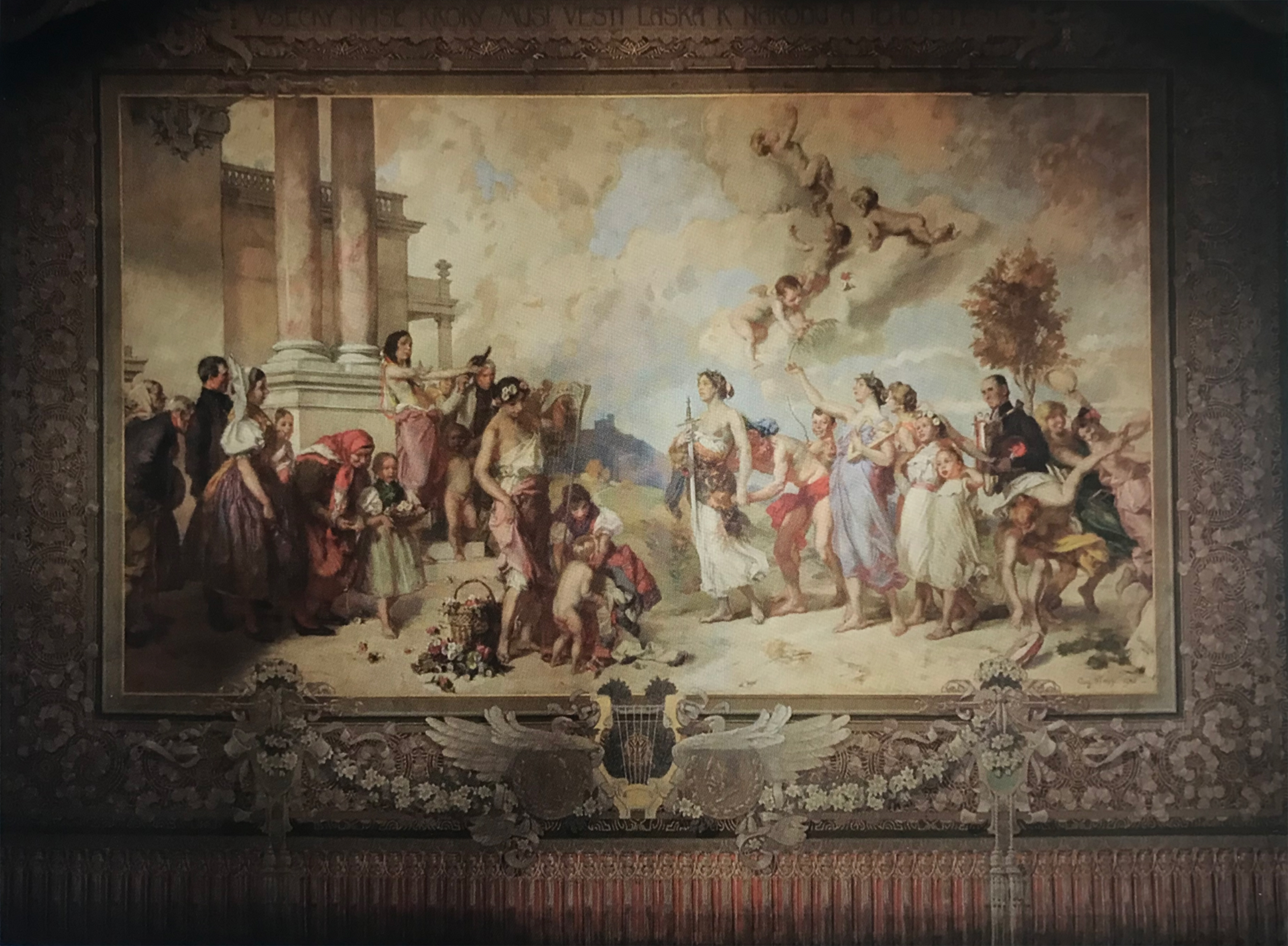
Abbildung der Burg Radyně auf dem Vorhang des Malers Augustin Němejc in Pilsener Theater.